# Valle de Mena (kommun i Spanien)
Valle de Mena (baskiska: Mena Harana) är en kommun i Spanien.   Den ligger i provinsen Provincia de Burgos och regionen Kastilien och Leon, i den norra delen av landet, 300 km norr om huvudstaden Madrid. Antalet invånare är 3 931.